# Pentathlon moderno ai Giochi della X Olimpiade
La competizione del pentathlon moderno ai giochi della IX Olimpiade si svolse dal 2 al 6 agosto 1932 a Los Angeles. Allora si disputava un'unica gara quella dell'individuale maschile. Anche per questa edizione si ripete il dominio svedese vincendo oro e argento.

## Risultati
Le prove si svolsero in questa successione:
- 2 agosto - Prova di Equitazione - Riviera Country Club, Pacific Palisades, Los Angeles
- 3 agosto - Prova di Scherma - 160th Regiment State Armory, Los Angeles
- 4 agosto - Prova di Tiro - Police Pistol Range, Los Angeles
- 5 agosto - Prova di Nuoto - Swimming Stadium, Los Angeles
- 6 agosto - Prova di Corsa - Sunset Fields Golf Club, Brentwood

Per ogni prova gli atleti ottenevano un punteggio uguale al piazzamento della singola gara (1 punto al 1°, 2 punti al 2° ecc.). L'atleta che terminava le 5 prove con minor punteggio risultava vincitore.

### Prova di equitazione
| Atleta                 | Nazione       | Penalità Tempo | Penalità Ostacoli | Totale Penalità | Tempo        | PP |
| ---------------------- | ------------- | -------------- | ----------------- | --------------- | ------------ | -- |
| Bo Lindman             | Svezia        | 0              | 0                 | 0               | 8'07"4       | 1  |
| Richard Mayo           | Stati Uniti   | 0              | 0                 | 0               | 8'10"2       | 2  |
| Vernon Barlow          | Gran Bretagna | 0              | 0                 | 0               | 8'41"0       | 3  |
| Johan Oxenstierna      | Svezia        | 0              | 0                 | 0               | 8'49"4       | 4  |
| Brookner Brady         | Stati Uniti   | 0              | 0                 | 0               | 8'50"6       | 5  |
| Percy Legard           | Gran Bretagna | 0              | 0                 | 0               | 8'55"0       | 6  |
| Ivan Duranthon         | Francia       | 0              | 0                 | 0               | 9'04"2       | 7  |
| Carlo Simonetti        | Italia        | 0              | 0                 | 0               | 9'19"6       | 8  |
| Eugenio Pagnini        | Italia        | 0              | 0                 | 0               | 9'38"0       | 9  |
| Konrad Miersch         | Germania      | 0              | 3                 | 3               | 9'03"2       | 10 |
| Tibor Benko            | Ungheria      | 0              | 6                 | 6               | 10'51"6      | 11 |
| Willi Remer            | Germania      | 0              | 8                 | 8               | 9'57"0       | 12 |
| Clayton Mansfield      | Stati Uniti   | 0              | 10                | 10              | 9'09"4       | 13 |
| Francesco Pacini       | Italia        | 3              | 15                | 18              | 10'58"2      | 14 |
| Sven Thofelt           | Svezia        | 0              | 20                | 20              | 10'43"4      | 15 |
| Imre Petneházy         | Ungheria      | 0              | 64                | 64              | 10'43"6      | 16 |
| José Morales           | Messico       | 72             | 10                | 82              | 13'16"0      | 17 |
| Helmuth Naudé          | Germania      | 15             | 75                | 90              | 11'22"4      | 18 |
| Willem van Rhijn       | Paesi Bassi   | 24,5           | 85                | 109,5           | 11'41"0      | 19 |
| Elemér Somfay          | Ungheria      | 90,5           | 34                | 124,5           | 13'53"6      | 20 |
| Rafael de Sousa        | Portogallo    | 206,5          | 5                 | 211,5           | 17'45"0      | 21 |
| Sebastião Herédia      | Portogallo    | 430            | 146               | 576             | 25'12"0      | 22 |
| Jeffrey MacDougall     | Gran Bretagna | Squalificato   | Squalificato      | Squalificato    | Squalificato | 24 |
| Miguel Ortega Casanova | Messico       | Squalificato   | Squalificato      | Squalificato    | Squalificato | 24 |

### Prova di scherma
Torneo a girone unico, ogni assalto prevedeva due stoccate. 
| Pos. | Atleta                 | Nazione       | Stoccate | PP  |
| ---- | ---------------------- | ------------- | -------- | --- |
| 1    | Sven Thofelt           | Svezia        | 35       | 1   |
| 2    | Bo Lindman             | Svezia        | 32       | 2,5 |
| 2    | Francesco Pacini       | Italia        | 32       | 2,5 |
| 4    | Richard Mayo           | Stati Uniti   | 31       | 4,5 |
| 4    | Elemér Somfay          | Ungheria      | 31       | 4,5 |
| 6    | Carlo Simonetti        | Italia        | 30       | 6   |
| 7    | Ivan Duranthon         | Francia       | 29       | 7,5 |
| 7    | Clayton Mansfield      | Stati Uniti   | 29       | 7,5 |
| 9    | Willi Remer            | Germania      | 26       | 10  |
| 9    | Konrad Miersch         | Germania      | 26       | 10  |
| 9    | Helmuth Naudé          | Germania      | 26       | 10  |
| 12   | Brookner Brady         | Stati Uniti   | 25       | 12  |
| 13   | Eugenio Pagnini        | Italia        | 23       | 13  |
| 14   | Johan Oxenstierna      | Svezia        | 21       | 14  |
| 15   | Tibor Benko            | Ungheria      | 20       | 15  |
| 16   | Willem van Rhijn       | Paesi Bassi   | 19       | 16  |
| 17   | Sebastião Herédia      | Portogallo    | 18       | 17  |
| 18   | Percy Legard           | Gran Bretagna | 17       | 18  |
| 19   | Jeffrey MacDougall     | Gran Bretagna | 16       | 20  |
| 19   | Imre Petneházy         | Ungheria      | 16       | 20  |
| 19   | Miguel Ortega Casanova | Messico       | 16       | 20  |
| 22   | Vernon Barlow          | Gran Bretagna | 15       | 22  |
| 23   | Rafael de Sousa        | Portogallo    | 10       | 23  |
| 24   | José Morales           | Messico       | 9        | 24  |

### Prova di tiro
| Pos. | Atleta                 | Nazione       | Centri | Punti | PP |
| ---- | ---------------------- | ------------- | ------ | ----- | -- |
| 1    | Richard Mayo           | Stati Uniti   | 20     | 197   | 1  |
| 2    | Johan Oxenstierna      | Svezia        | 20     | 194   | 2  |
| 3    | Carlo Simonetti        | Italia        | 20     | 191   | 3  |
| 4    | Willi Remer            | Germania      | 20     | 189   | 4  |
| 5    | Konrad Miersch         | Germania      | 20     | 189   | 5  |
| 6    | Elemér Somfay          | Ungheria      | 20     | 189   | 6  |
| 7    | Imre Petneházy         | Ungheria      | 20     | 189   | 7  |
| 8    | Miguel Ortega Casanova | Messico       | 20     | 188   | 8  |
| 9    | Sven Thofelt           | Svezia        | 20     | 188   | 9  |
| 10   | Percy Legard           | Gran Bretagna | 20     | 187   | 10 |
| 11   | Tibor Benko            | Ungheria      | 20     | 186   | 11 |
| 12   | Jeffrey MacDougall     | Gran Bretagna | 20     | 185   | 12 |
| 13   | Willem van Rhijn       | Paesi Bassi   | 20     | 185   | 13 |
| 14   | Vernon Barlow          | Gran Bretagna | 20     | 184   | 14 |
| 15   | Helmuth Naudé          | Germania      | 20     | 175   | 15 |
| 16   | Clayton Mansfield      | Stati Uniti   | 19     | 182   | 16 |
| 17   | Rafael de Sousa        | Portogallo    | 19     | 176   | 17 |
| 18   | Ivan Duranthon         | Francia       | 19     | 175   | 18 |
| 19   | Bo Lindman             | Svezia        | 19     | 167   | 19 |
| 20   | Brookner Brady         | Stati Uniti   | 18     | 174   | 20 |
| 21   | Eugenio Pagnini        | Italia        | 18     | 173   | 21 |
| 22   | José Morales           | Messico       | 18     | 162   | 22 |
| 23   | Francesco Pacini       | Italia        | 17     | 156   | 23 |
| 24   | Sebastião Herédia      | Portogallo    | 15     | 130   | 24 |

### Prova di nuoto
300 metri stile libero.
| Pos. | Atleta                 | Nazione       | Tempo  | PP |
| ---- | ---------------------- | ------------- | ------ | -- |
| 1    | Sven Thofelt           | Svezia        | 4'32"6 | 1  |
| 2    | Eugenio Pagnini        | Italia        | 4'34"3 | 2  |
| 3    | Brookner Brady         | Stati Uniti   | 4'37"9 | 3  |
| 4    | Jeffrey MacDougall     | Gran Bretagna | 4'48"2 | 4  |
| 5    | Johan Oxenstierna      | Svezia        | 4'52"8 | 5  |
| 6    | Clayton Mansfield      | Stati Uniti   | 4'54"0 | 6  |
| 7    | Vernon Barlow          | Gran Bretagna | 5'02"0 | 7  |
| 8    | Imre Petneházy         | Ungheria      | 5'02"8 | 8  |
| 9    | Bo Lindman             | Svezia        | 5'05"1 | 9  |
| 10   | Willem van Rhijn       | Paesi Bassi   | 5'06"3 | 10 |
| 11   | Helmuth Naudé          | Germania      | 5'06"4 | 11 |
| 12   | Elemér Somfay          | Ungheria      | 5'07"3 | 12 |
| 13   | Willi Remer            | Germania      | 5'08"5 | 13 |
| 14   | Richard Mayo           | Stati Uniti   | 5'17"4 | 14 |
| 15   | Carlo Simonetti        | Italia        | 5'20"7 | 15 |
| 16   | Tibor Benko            | Ungheria      | 5'21"2 | 16 |
| 17   | Konrad Miersch         | Germania      | 5'23"9 | 17 |
| 18   | Percy Legard           | Gran Bretagna | 5'38"1 | 18 |
| 19   | Ivan Duranthon         | Francia       | 5'47"7 | 19 |
| 20   | Sebastião Herédia      | Portogallo    | 6'17"4 | 20 |
| 21   | Rafael de Sousa        | Portogallo    | 6'42"1 | 21 |
| 22   | José Morales           | Messico       | 7'21"9 | 22 |
| 23   | Francesco Pacini       | Italia        | 7'23"0 | 23 |
| -    | Miguel Ortega Casanova | Messico       | DNF    | 24 |

### Prova di corsa
4000 metri cross-country.
| Pos. | Atleta                 | Nazione       | Tempo   | PP   |
| ---- | ---------------------- | ------------- | ------- | ---- |
| 1    | Percy Legard           | Gran Bretagna | 15'12"2 | 1    |
| 2    | Jeffrey MacDougall     | Gran Bretagna | 15'42"0 | 2    |
| 3    | Ivan Duranthon         | Francia       | 16'03"2 | 3    |
| 4    | Bo Lindman             | Svezia        | 16'05"2 | 4    |
| 5    | Willem van Rhijn       | Paesi Bassi   | 16'14"6 | 5    |
| 6    | Konrad Miersch         | Germania      | 16'21"0 | 6    |
| 7    | Johan Oxenstierna      | Svezia        | 16'25"6 | 7    |
| 8    | Willi Remer            | Germania      | 16'36"0 | 8    |
| 9    | Helmuth Naudé          | Germania      | 16'41"6 | 9    |
| 10   | Elemér Somfay          | Ungheria      | 16'55"6 | 10   |
| 11   | Eugenio Pagnini        | Italia        | 17'01"0 | 11,5 |
| 11   | Tibor Benko            | Ungheria      | 17'01"0 | 11,5 |
| 13   | Sven Thofelt           | Svezia        | 17'04"6 | 13   |
| 14   | Imre Petneházy         | Ungheria      | 17'06"6 | 14   |
| 15   | Vernon Barlow          | Gran Bretagna | 17'28"0 | 15   |
| 16   | Brookner Brady         | Stati Uniti   | 17'33"6 | 16   |
| 17   | Richard Mayo           | Stati Uniti   | 17'37"2 | 17   |
| 18   | Clayton Mansfield      | Stati Uniti   | 17'41"4 | 18   |
| 19   | Miguel Ortega Casanova | Messico       | 18'33"4 | 19   |
| 20   | Rafael de Sousa        | Portogallo    | 19'09"0 | 20   |
| 21   | Carlo Simonetti        | Italia        | 19'13"8 | 21   |
| 22   | Francesco Pacini       | Italia        | 19'51"8 | 22   |
| 23   | Sebastião Herédia      | Portogallo    | 20'15"6 | 23   |
| 24   | José Morales           | Messico       | 22'55"6 | 24   |

## Classifica Finale
| Pos.    | Atleta                 | Nazione       |    |     |    |    |      | Totale |
| ------- | ---------------------- | ------------- | -- | --- | -- | -- | ---- | ------ |
| Oro     | Johan Oxenstierna      | Svezia        | 4  | 14  | 2  | 5  | 7    | 32,0   |
| Argento | Bo Lindman             | Svezia        | 1  | 2,5 | 19 | 9  | 4    | 35,5   |
| Bronzo  | Richard Mayo           | Stati Uniti   | 2  | 4,5 | 1  | 14 | 17   | 38,5   |
| 4       | Sven Thofelt           | Svezia        | 15 | 1   | 9  | 1  | 13   | 39,0   |
| 5       | Willi Remer            | Germania      | 12 | 10  | 4  | 13 | 8    | 47,0   |
| 6       | Konrad Miersch         | Germania      | 10 | 10  | 5  | 17 | 6    | 48,0   |
| 7       | Elemér Somfay          | Ungheria      | 20 | 4,5 | 6  | 12 | 10   | 52,5   |
| 8       | Percy Legard           | Gran Bretagna | 6  | 18  | 10 | 18 | 1    | 53,0   |
| 9       | Carlo Simonetti        | Italia        | 8  | 6   | 3  | 15 | 21   | 53,0   |
| 10      | Ivan Duranthon         | Francia       | 7  | 7,5 | 18 | 19 | 3    | 54,5   |
| 11      | Brookner Brady         | Stati Uniti   | 5  | 12  | 20 | 3  | 16   | 56,0   |
| 12      | Eugenio Pagnini        | Italia        | 9  | 13  | 21 | 2  | 11,5 | 56,5   |
| 13      | Clayton Mansfield      | Stati Uniti   | 13 | 7,5 | 16 | 6  | 18   | 60,5   |
| 14      | Vernon Barlow          | Gran Bretagna | 3  | 22  | 14 | 7  | 15   | 61,0   |
| 15      | Jeffrey MacDougall     | Gran Bretagna | 24 | 20  | 12 | 4  | 2    | 62,0   |
| 16      | Willem van Rhijn       | Paesi Bassi   | 19 | 16  | 13 | 10 | 5    | 63,0   |
| 17      | Helmuth Naudé          | Germania      | 18 | 10  | 15 | 11 | 9    | 63,0   |
| 18      | Tibor Benko            | Ungheria      | 11 | 15  | 11 | 16 | 11,5 | 64,5   |
| 19      | Imre Petneházy         | Ungheria      | 16 | 20  | 7  | 8  | 14   | 65,0   |
| 20      | Francesco Pacini       | Italia        | 14 | 2,5 | 23 | 23 | 22   | 84,5   |
| 21      | Miguel Ortega Casanova | Messico       | 24 | 20  | 8  | 24 | 19   | 95,0   |
| 22      | Rafael de Sousa        | Portogallo    | 21 | 23  | 17 | 21 | 20   | 102,0  |
| 23      | Sebastião Herédia      | Portogallo    | 22 | 17  | 24 | 20 | 23   | 106,0  |
| 24      | José Morales           | Messico       | 17 | 24  | 22 | 22 | 24   | 109,0  |

In caso di parità di punti nel totale, contava come spareggio il miglior piazzamento nella prova di corsa.